# Patrik Carlgren
Pour les articles homonymes, voir Carlgren.
Patrik Carlgren, né le 8 janvier 1992 à Falun, est un footballeur suédois. Il évolue au poste de gardien de but au FC Nantes.

## Biographie

### En club
Né à Falun, en Suède, Patrik Carlgren joue pour le club local de Falu FK (en) puis pour l'IK Brage avant de rejoindre l'AIK Solna le 11 juillet 2013. Il signe un contrat courant jusqu'en 2016.
Avec le club d'AIK, il participe à la Ligue Europa.
Le 10 février 2017, Patrik Carlgren rejoint le Danemark en s'engagant en faveur du FC Nordsjælland.
Le 8 juillet 2018, après une saison dans le club turc de Konyaspor, il s'engage en faveur du Randers FC, dans l'objectif de remplacer Hannes Halldórsson, le gardien titulaire parti au Qarabağ FK.
Avec le Randers FC, Carlgren joue la finale de la coupe du Danemark le 13 mai 2021 face à SønderjyskE. Il est titulaire et son équipe s'impose par quatre buts à zéro. Il remporte ainsi son premier trophée en club,.
À la fin du mercato estival 2024, il rejoint le FC Nantes,.

### En équipe nationale
Avec la sélection suédoise, il participe au championnat d'Europe espoirs 2015 organisé en République tchèque. L'équipe de Suède remporte la compétition en battant le Portugal. Lors de la finale, il arrête deux tirs au but, ceux de Ricardo Esgaio et William Carvalho.
Il reçoit sa première sélection en équipe nationale le 10 janvier 2016, en amical contre la Finlande à Abou Dabi.

## Palmarès

### En club
Randers FC
- Coupe du Danemark
  - Vainqueur en 2021.

### En sélection
Suède espoirs
- Championnat d'Europe espoirs
  - Vainqueur en 2015.